# Anarquismo y Esperanto

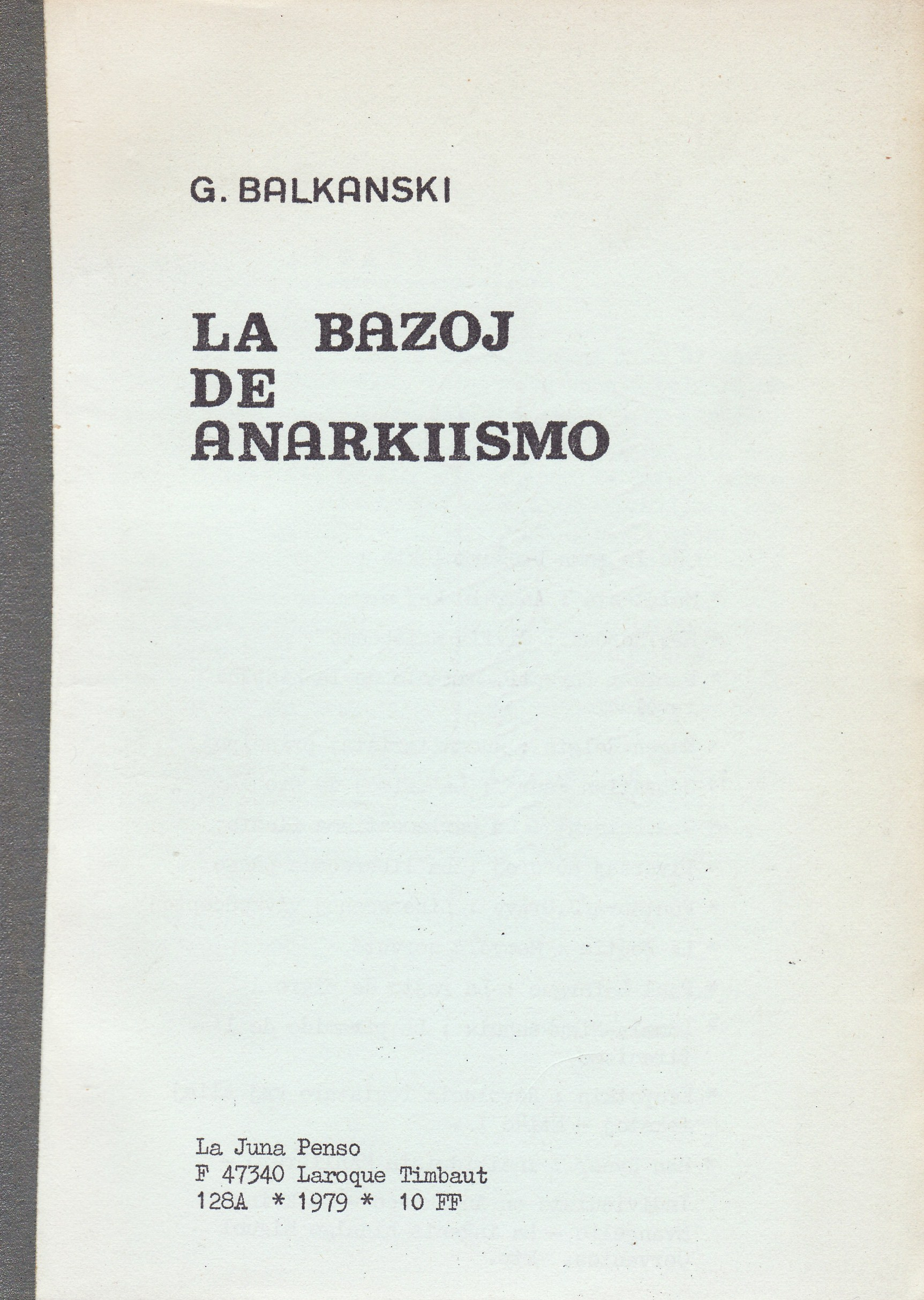
Panfleto sobre el anarquismo en esperanto.

El anarquismo y el esperanto están fuertemente vinculados debido a sus ideales comunes de justicia social e igualdad. Durante el movimiento temprano del esperanto, los anarquistas divulgaron con entusiasmo el idioma, y los dos movimientos tienen mucha historia en común.

## Historia
Los anarquistas estuvieron entre los primeros promover el esperanto. En 1905 se fundó el primer grupo anarquista sobre el esperanto. Muchos otros siguieron: en Bulgaria, China y otros países. Anarquistas y anarco-sindicalistas, que antes de la Primera Guerra Mundial pertenecían al grupo más numeroso entre los esperantistas proletarios, fundaron Paco-Libereco, una liga internacional que publicaba el periódico Internacia Socia Revuo (Crítica Social Internacional) . Paco-Libereco se unió con otra asociación progresista, Esperantista Laboristaro (Trabajadores de Esperanto). La nueva organización se llamó Liberiga Stelo (Estrella liberadora). Hasta 1914 publicó mucha literatura revolucionaria en esperanto, alguna relacionada con el anarquismo. De esta manera, se desarrolló una animada colección de correspondencia entre anarquistas de diferentes países, por ejemplo, entre anarquistas europeos y japoneses. En 1907, la convención anarquista internacional en Amsterdam publicó una resolución sobre los idiomas internacionales, y durante los años siguientes salieron resoluciones similares. Los esperantistas que participaron en la convención se ocuparon principalmente en las relaciones internacionales entre anarquistas.
En marzo de 1925, el Grupo de Anarco-sindicalistas Esperantistas de Berlín en Amsterdam le dio la bienvenida a la segunda conferencia de la Asociación Internacional de los Trabajadores (AIT). Hablaron sobre cómo el esperanto entre los miembros de la sección FAUD de la AIT alemana "ya se arraigó en la medida en que ahora fundó una organización mundial de esperantistas sobre los fundamentos de la libertad y la contra-autoridad". Eso es una alusión a la Liga Mundial de Esperantistas sin Estado, que fue fundada en 1920, debido a que la Asociación Mundial Anacional ( Sennacieca Asocio Tutmonda ) estaba fuertemente bajo la influencia comunista. Parece que la Liga Mundial de Esperantistas Sin Estado se fusionó después con la Asociación Nacional Mundial.
La fuerza principal del movimiento obrero en Esperanto estaba en Alemania y en la Unión Soviética. Entre ellos, fundaron la Biblioteca Internacional de Ciencias Anarquistas de Idiomas Internacionales en la Ucrania soviética. Ese grupo publicó el libro Etiko de Kropotkin, el Anarkiismo de Borovoi y otras obras de lectura internacional en esperanto. Los esperantistas anarquistas centraron su trabajo en esa época en el este de Asia, China y Japón. En esos países, el esperanto pronto se hizo popular entre los anarquistas. Publicaron muchos periódicos, la mayoría de las veces en dos idiomas. Por ejemplo, a partir de 1913, Liu Shifu, que escribía como Sifo, publicó el periódico La Voĉo de l'Popolo. Fue el primer periódico anarquista en China. Al principio, la información en su parte de idioma chino provenía en su mayoría de la ya mencionada Internacia Socia Revuo. Liu Shifu murió en 1915. También hubo muchos anarquistas y socialistas entre los primeros esperantistas japoneses, que fueron muchas veces eliminados y perseguidos. Por ejemplo, en 1931, el diario La Anarkiisto dejó de publicarse porque su equipo editorial fue enviado a la cárcel. Los esperantistas anarquistas sobrevivieron pérdidas significativas durante la persecución de los esperantistas soviéticos en 1937. Muchos esperantistas anarquistas fueron asesinados o enviados a campos de trabajo forzado.
El esperanto jugó un pequeño rol en las Brigadas Internacionales durante la Guerra Civil Española (1936-1939). De 1936 a 1939, la Liga Ibérica de Anarquistas Esperantistas publicó un boletín semanal de la Confederación Nacional del Trabajo (CNT). La emisora de radio de la CNT también emitió programas en esperanto.
Después de la Segunda Guerra Mundial, el grupo de París fue el primero en reiniciar labores organizadas. A partir de 1946 publicó el diario Senŝtatano (persona sin patria). También hubo un grupo anarquista activo en París en los años siguientes. En 1981 se fundó Radio Esperanto, que aún hoy transmite una hora en la frecuencia de Radio Libertaire . La mayoría de los liberacionistas y anarquistas se organizaron después en la Asociación Nacional Mundial. En 1969 empezaron a publicar la Liberecana Bulteno, que hoy se llama Liberecana Ligilo .